# Équipe du Maroc masculine de cyclisme sur route
L'équipe du Maroc de cyclisme sur route est une équipe de coureurs sélectionnés par la Fédération royale marocaine de cyclisme.

## Meilleurs résultats
Adil Jelloul lors de la Course en ligne hommes des Jeux Olympiques de 2012 obtiendra une 62e place, ce qui constitue la meilleure place obtenue lors des Jeux olympiques par le Maroc

### Victoires en 2015
| Date       | Course                                                    | Pays          | Classe | Vainqueur           |
| ---------- | --------------------------------------------------------- | ------------- | ------ | ------------------- |
| 26/02/2015 | Challenges de la Marche verte - Grand Prix Sakia El Hamra | Maroc         | 1.2    | Salaheddine Mraouni |
| 28/02/2015 | Challenges de la Marche verte - Grand Prix Oued Eddahab   | Maroc         | 1.2    | Essaïd Abelouache   |
| 01/03/2015 | Challenges de la Marche verte - Grand Prix Al Massira     | Maroc         | 1.2    | Abdelati Saadoune   |
| 07/05/2015 | Challenge du Prince - Trophée princier                    | Maroc         | 1.2    | Salaheddine Mraouni |
| 09/05/2015 | Challenge du Prince - Trophée de l'anniversaire           | Maroc         | 1.2    | Essaïd Abelouache   |
| 10/05/2015 | Challenge du Prince - Trophée de la maison royale         | Maroc         | 1.2    | Anass Aït El Abdia  |
| 28/09/2015 | 2e étape du Tour de Côte d'Ivoire                         | Côte d'Ivoire | 2.2    | Mouhssine Lahsaini  |
| 02/10/2015 | Classement général du Tour de Côte d'Ivoire               | Côte d'Ivoire | 2.2    | Mouhssine Lahsaini  |
| 18/10/2015 | Classement général du Grand Prix Chantal Biya             | Cameroun      | 2.2    | Mouhssine Lahsaini  |
| 31/10/2015 | 2e étape du Tour du Faso                                  | Burkina Faso  | 2.2    | Mohamed Er Rafai    |
| 08/11/2015 | Classement général du Tour du Faso                        | Burkina Faso  | 2.2    | Mouhssine Lahsaini  |
| 17/12/2015 | Challenge des phosphates - Grand Prix de Khouribga        | Maroc         | 1.2    | Mouhssine Lahsaini  |
| 19/12/2015 | Challenge des phosphates - Grand Prix de Youssoufia       | Maroc         | 1.2    | Abdelati Saadoune   |
| 20/12/2015 | Challenge des phosphates - Grand Prix de Ben Guerir       | Maroc         | 1.2    | Lahcen Saber        |
| 29/11/2015 | 2e étape du Tour d'Égypte                                 | Égypte        | 2.2    | Soufiane Sahbaoui   |

### Victoires en 2016
| Date       | Course                                     | Pays   | Classe | Vainqueur          |
| ---------- | ------------------------------------------ | ------ | ------ | ------------------ |
| 02/01/2016 | Classement général du Tour d'Égypte        | Égypte | 2.2    | Mounir Makhchoun   |
| 24/02/2016 | Championnats d'Afrique du contre-la-montre | Maroc  | CC     | Mouhssine Lahsaini |